# Качи (департамент)
Департамент Качи  (исп. Departamento de Cachi) — департамент в Аргентине в составе провинции Сальта .
Территория — 2925 км². Население — 7,3 тыс.человек. Плотность населения — 2,5 чел./км².
Административный центр — Качи.

## География
Департамент расположен на западе провинции Сальта.
Департамент граничит:
- на севере — с департаментом Ла-Пома
- на северо-востоке — с департаментом Росарио-де-Лерма
- на востоке — с департаментом Чикоана
- на юго-востоке — с департаментом Сан-Карлос
- на юге — с департаментом Молинос
- на западе — с провинцией Лос-Андес

## Административное деление
Департамент включает 2 муниципалитета:
- Качи
- Пайогаста

## Важнейшие населенные пункты[3]
| № | Населённый пункт     | Населённый пункт (исп.) | Категория | Население чел. (2010) | На карте                        |
| - | -------------------- | ----------------------- | --------- | --------------------- | ------------------------------- |
| 1 | Качи                 | Cachi                   | город     | 2616                  | 25°07′13″ ю. ш. 66°09′52″ з. д. |
| 2 | Пайогаста            | Payogasta               | поселок   | 532                   | 25°03′05″ ю. ш. 66°06′08″ з. д. |
| 3 | Палермо-Оэсте        | Palermo Oeste           | поселок   | н/д                   | 24°56′10″ ю. ш. 66°10′00″ з. д. |
| 4 | Сан-Хосе-де-Эскальчи | San José de Escalchi    | поселок   | н/д                   | 25°13′16″ ю. ш. 66°12′15″ з. д. |
| 5 | Качи-Адентро         | Cachi Adentro           | поселок   | н/д                   | 25°05′48″ ю. ш. 66°11′57″ з. д. |